# Hyndburn
Hyndburn è un distretto con status di borough del Lancashire, Inghilterra, Regno Unito, con sede a Accrington.
Il distretto fu creato con il Local Government Act 1972, il 1º aprile 1974 dalla fusione del borough di Accrington con i distretti urbani di Church, Clayton-le-Moors, Great Harwood, Oswaldtwistle e Rishton e con parte del distretto rurale di Burnley.

## Parrocchie civili
L'unica parrocchia del distretto viene dal precedente distretto rurale ed è Altham.